# The Anderson Tapes
The Anderson Tapes is een Amerikaanse misdaadfilm uit 1971 onder regie van Sidney Lumet. De film werd destijds in Nederland uitgebracht onder de titel De zaak Anderson.

## Verhaal
Als een inbreker vrijkomt uit de gevangenis, wil hij een grote kraak zetten. Hij is van plan om de woning van zijn vriendin leeg te halen. Zijn handelingen worden echter allemaal opgenomen met camera's en afluisterapparatuur.

## Rolverdeling
| Acteur                | Personage      |
| --------------------- | -------------- |
| Sean Connery          | Anderson       |
| Dyan Cannon           | Ingrid         |
| Martin Balsam         | Tommy Haskins  |
| Ralph Meeker          | Delaney        |
| Alan King             | Angelo         |
| Christopher Walken    | The Kid        |
| Val Avery             | Parelli        |
| Dick Anthony Williams | Spencer        |
| Garrett Morris        | Everson        |
| Stan Gottlieb         | Pop            |
| Paul Benjamin         | Jimmy          |
| Anthony Holland       | Psycholoog     |
| Richard B. Shull      | Werner         |
| Conrad Bain           | Dr. Rubicoff   |
| Margaret Hamilton     | Juffrouw Kaler |